# Megaselia extensicosta
Megaselia extensicosta är en tvåvingeart som beskrevs av Borgmeier 1967. Megaselia extensicosta ingår i släktet Megaselia och familjen puckelflugor.
Artens utbredningsområde är Filippinerna. Inga underarter finns listade i Catalogue of Life.